# تیواز
تیواز (به ترکی آذربایجانی: Teyvaz) روستائی در جمهوری آذربایجان است که در شهرستان جلفا، جمهوری خودمختار نخجوان واقع شده‌است. تیواز ۳۵۰ نفر جمعیت دارد.